# Doriko BEST 2008-2016
『doriko BEST 2008-2016』（ドリコ・ベスト にせんはち～にせんじゅうろく）は、doriko feat. 初音ミクのベスト・アルバム。2016年8月31日、ビーイングから発売。

## 概要
dorikoが初音ミクの誕生日（厳密には同名ソフトウェアの発売日）にリリースするオールタイム・ベスト。ジャケット・デザインは「ロミオとシンデレラ」のイラストで強烈なインパクトを残したイラストレーターのnezukiによるもの。

## 収録曲
全作詞・作曲・編曲：doriko
DISC1
1. 私とジュリエット
2. last will
3. 過ぎし3月の君へ
4. 雪がとける前に
5. あなたの願いをうたうもの
6. コペルニクス
7. 文学者の恋文
8. bouquet
9. キャットフード
10. ロミオとシンデレラ
11. Winter Alice
12. モノクロアクト
13. letter song
14. 夕日坂
15. 歌に形はないけれど～last mix～

DISC2
1. 1+1
2. Myself≒Yourself
3. 茜コントラスト
4. 水彩画
5. 飴か夢
6. 海の見える坂道
7. 紙飛行機
8. Electric Sheep
9. 笹船
10. 六月病
11. カクザトウ
12. 桜の社
13. Alive～rearranged～
14. Birthday
15. ロミオとシンデレラ
歌：小林幸子
ボーナストラックとして収録。プロモーションビデオに篠原信一が出演[3][4][5]。
2017年8月30日発売のトリビュート・アルバム「doriko 10th anniversary tribute」にも収録されている[6][7]。

DVD
1. 私とジュリエット
2. last will
3. 過ぎし3月の君へ
4. 雪がとける前に
5. あなたの願いをうたうもの
6. コペルニクス
7. 文学者の恋文
8. bouquet
9. キャットフード
10. ロミオとシンデレラ
11. Winter Alice
12. モノクロアクト
13. letter song
14. 夕日坂
15. 歌に形はないけれど～last mix～

## 演奏
- 秋山健介
  - Electric Guitar (Disc 1 #1.3, Disc 2 #2.13)
  - Acoustic Guitar (Disc 1 #3)
- 田尻尋一
  - Electric Guitar (Disc 1 #2.5, Disc 2 #4.8.12)
  - Additional Programming (Disc 1 #6)
- 根津甫
  - Electric Guitar (Disc 1 #6.9～11, Disc 2 #1.3.5～7.10.11.14.15)
  - Acoustic Guitar (Disc 1 #5, Disc 2 #4)
- KAIDOU：Electric Guitar (Disc 1 #8.13.14)
- 後藤康二 (ck510)：Electric Guitar (Disc 1 #7)
- rebu：Electric Guitar (Disc 1 #14)
- 安保一生：Electric Guitar (Disc 2 #9)
- ナガトメマサヒロ：Acoustic Guitar (Disc 1 #2)
- F☆T：Acoustic Guitar (Disc 1 #15)
- 久次米真吾：Acoustic Guitar (Disc 2 #9)
- ティッシュ姫：Bass (Disc 1 #1～3.5.7～11.13, Disc 2 #1.4.6～8.11.13.14)
- まらしぃ：Piano (Disc 1 #15)
- 小寺麻由：Violin (Disc 1 #7)
- 水谷美月：Violin (Disc 1 #8.15)
- 中西桐子：Erhu (Disc 2 #9)
- 小林幸子：Guest Vocal (Disc 2 #9)
- 初音ミク：Vocal
- 鏡音リン：Chorus (Disc 1 #1)